# Grensia praeterita
Grensia praeterita är en nattsländeart som först beskrevs av Walker 1852.  Grensia praeterita ingår i släktet Grensia och familjen husmasknattsländor. Inga underarter finns listade i Catalogue of Life.